# Ines Wittich
Ines Wittich (n. 14 de noviembre de 1969) es una retirada lanzadora alemana.
Representó al club deportivo TV Wattenscheid y TSV Bayer 04 Leverkusen, y ganó la medalla de bronce en los campeonatos alemanes en 1998.
Su mejor marca personal estaba en 19.48 metros, lograda en julio de 1987 en Leipzig.